# محمدعلی رمضانیان
محمدعلی رمضانیان (۱ اسفند ۱۳۷۱ - بابل) بازیکن فوتبال اهل است که در پاس همدان بازی می‌کند.